# Тяньмэнь (гора)
Гора Тяньмэнь (кит. 天门山, Tiānmén Shān) — гора, расположенная в Китае, на северо-западе провинции Хунань, в Национальном парке горы Тяньмэнь.
На гору можно подняться по канатной дороге, построенной Французской компанией Poma; сесть на неё можно около ближайшей железнодорожной станции Чжанцзяцзе; канатная дорога Тяньмэнь часто упоминается в туристических гидах как «самая длинная высокогорная канатная дорога в мире» — она состоит из 98 вагонов, её общая длина 7455 м перепад высот составляет 1279 метров, а самый крутой угол подъёма 37°.
Туристы также могут дойти по утёсу, где в некоторых местах установлена «стеклянная тропа»; дорога с 99 изгибами проходит рядом с пещерой «Небесные врата» (на илл.) горы Тяньмэнь и достигает вершины горы.
Также на вершине подъёмника расположен большой храм, доступный пешком. Храм был изначально построен при династии Тан. Текущее здание недавней постройки сохраняет традиционный стиль той эпохи и включает в себя вегетарианский ресторан.

### Галерея

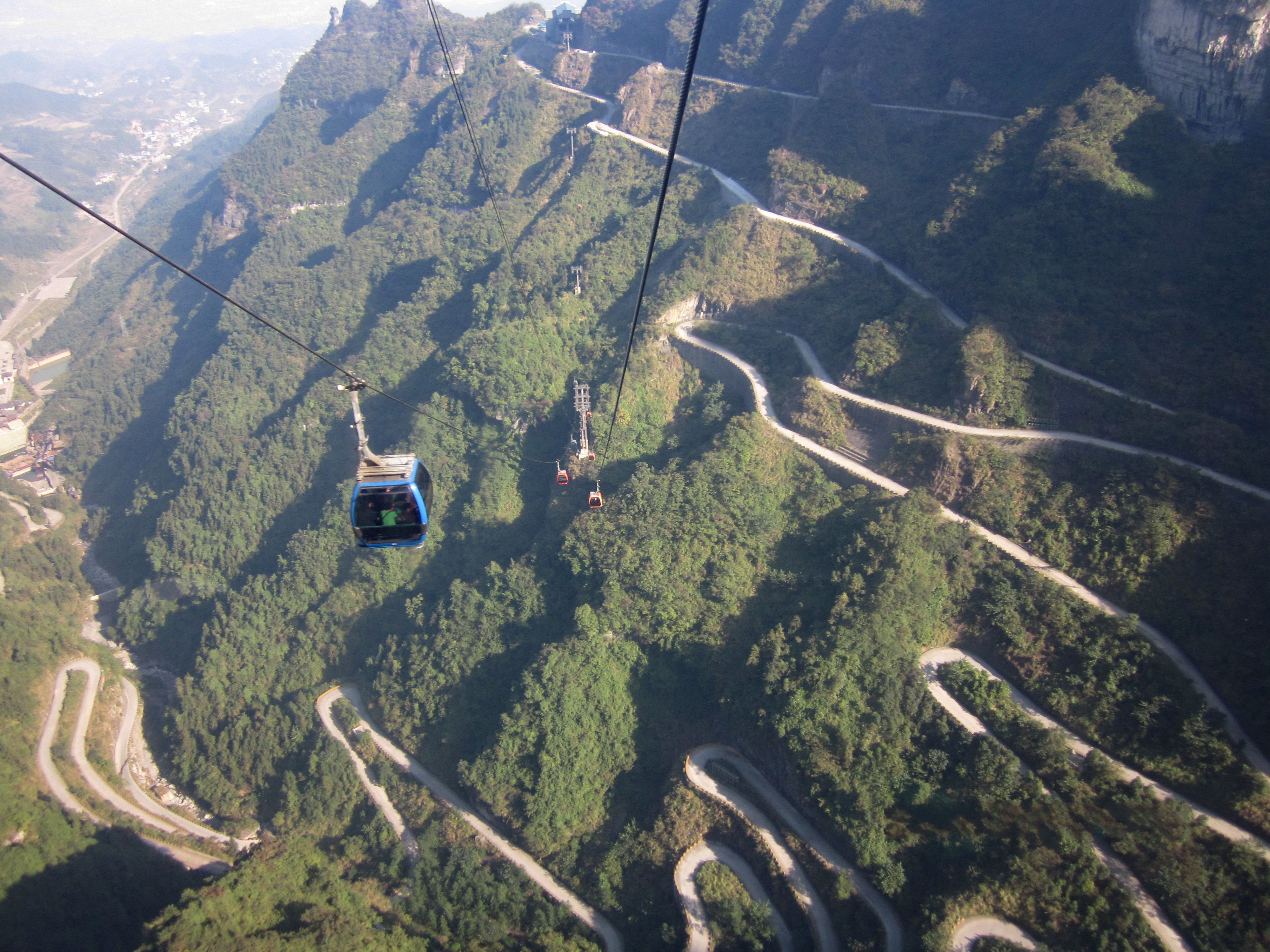
.
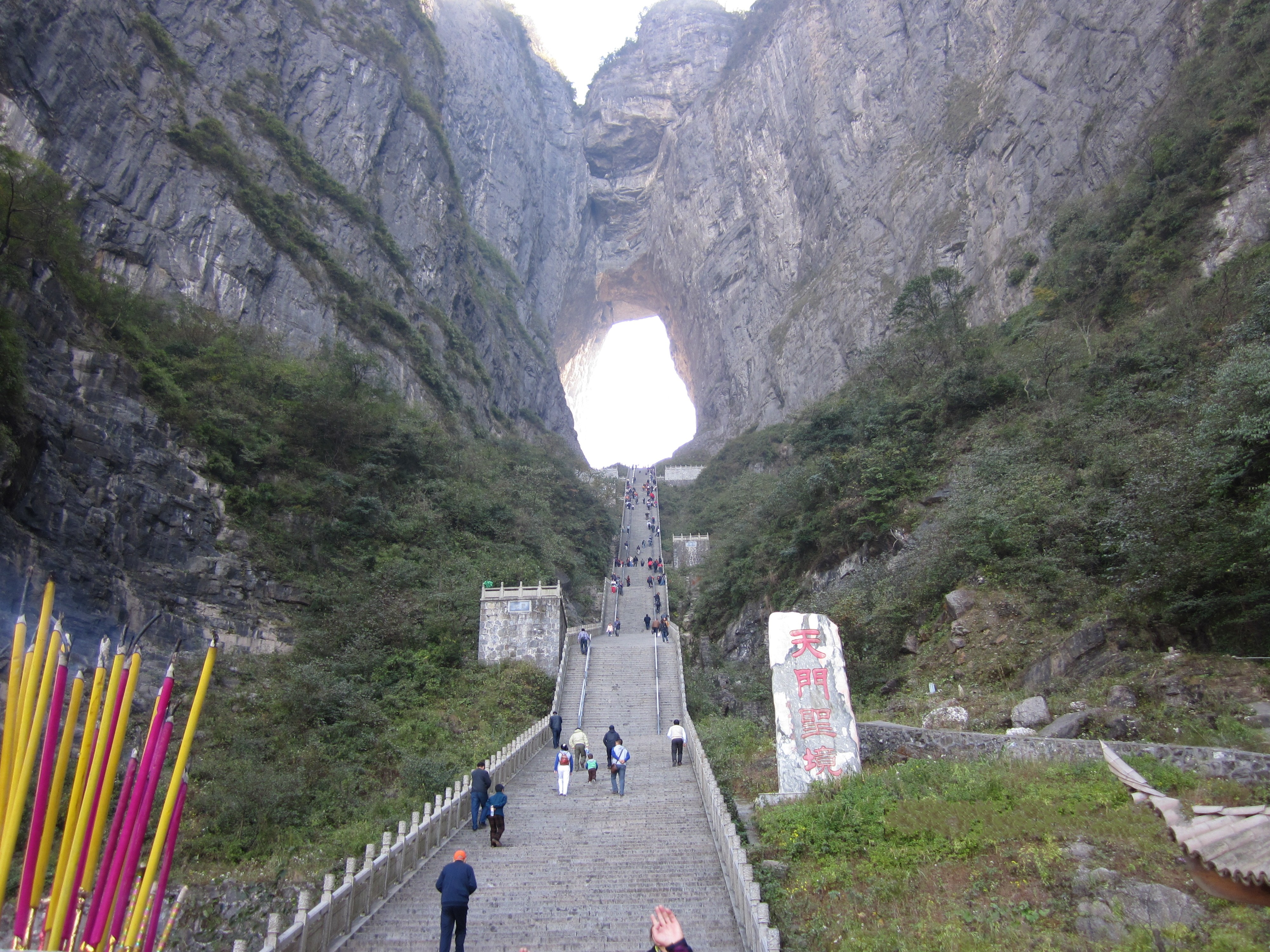
Арка «Небесные врата».
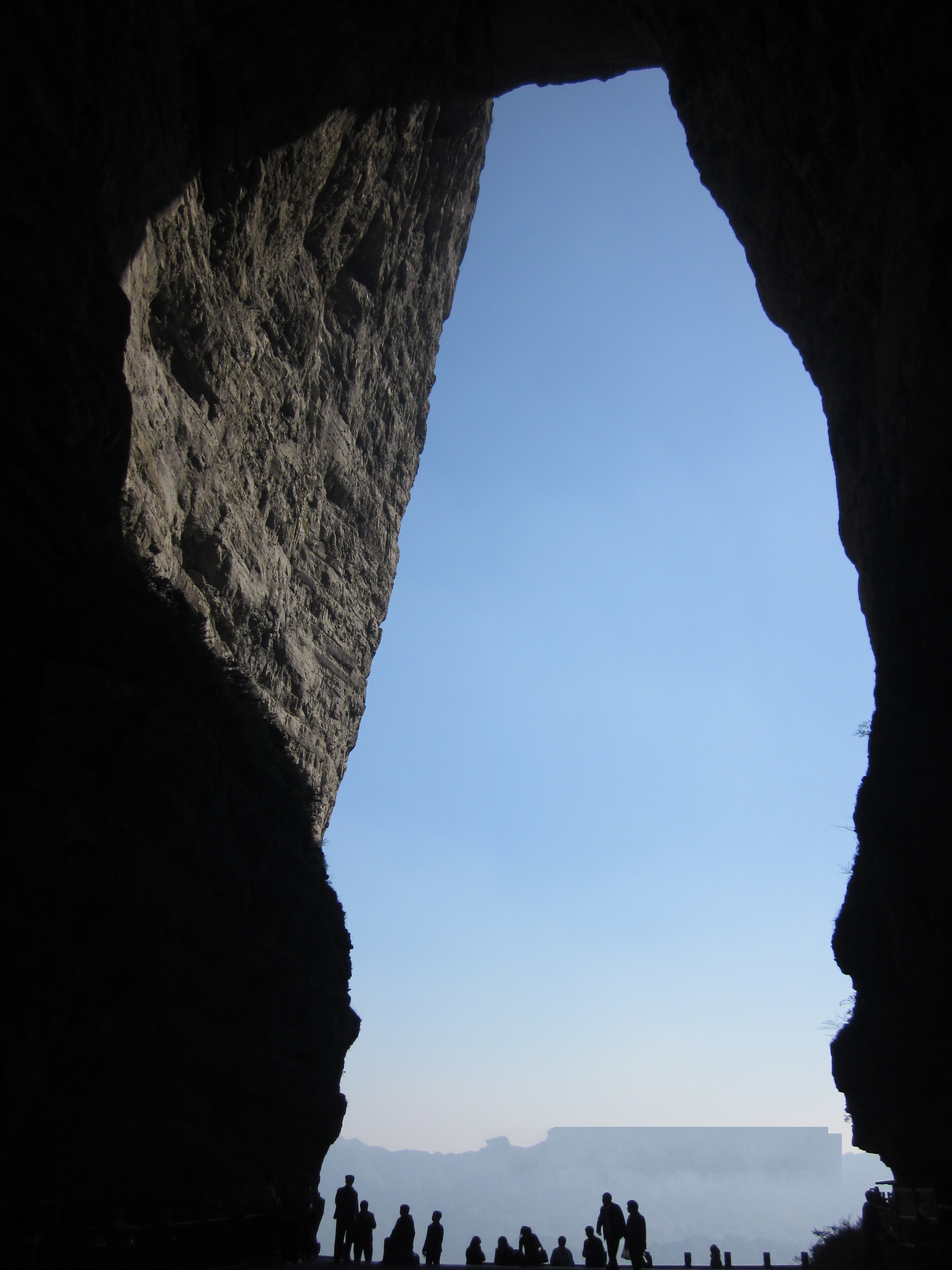
.
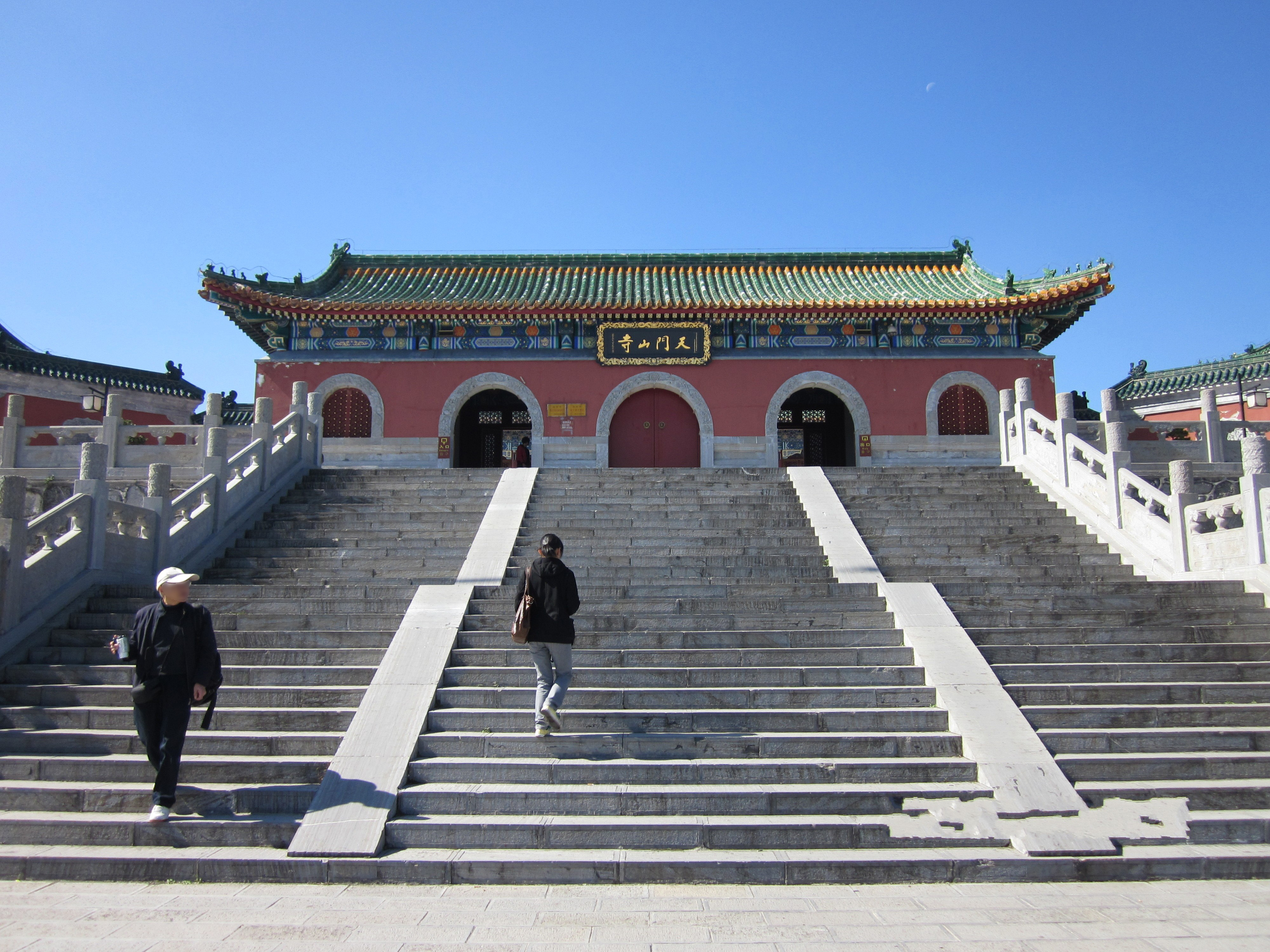
Тяньмэньшань

- Храм Тяньмэньшань[кит.]
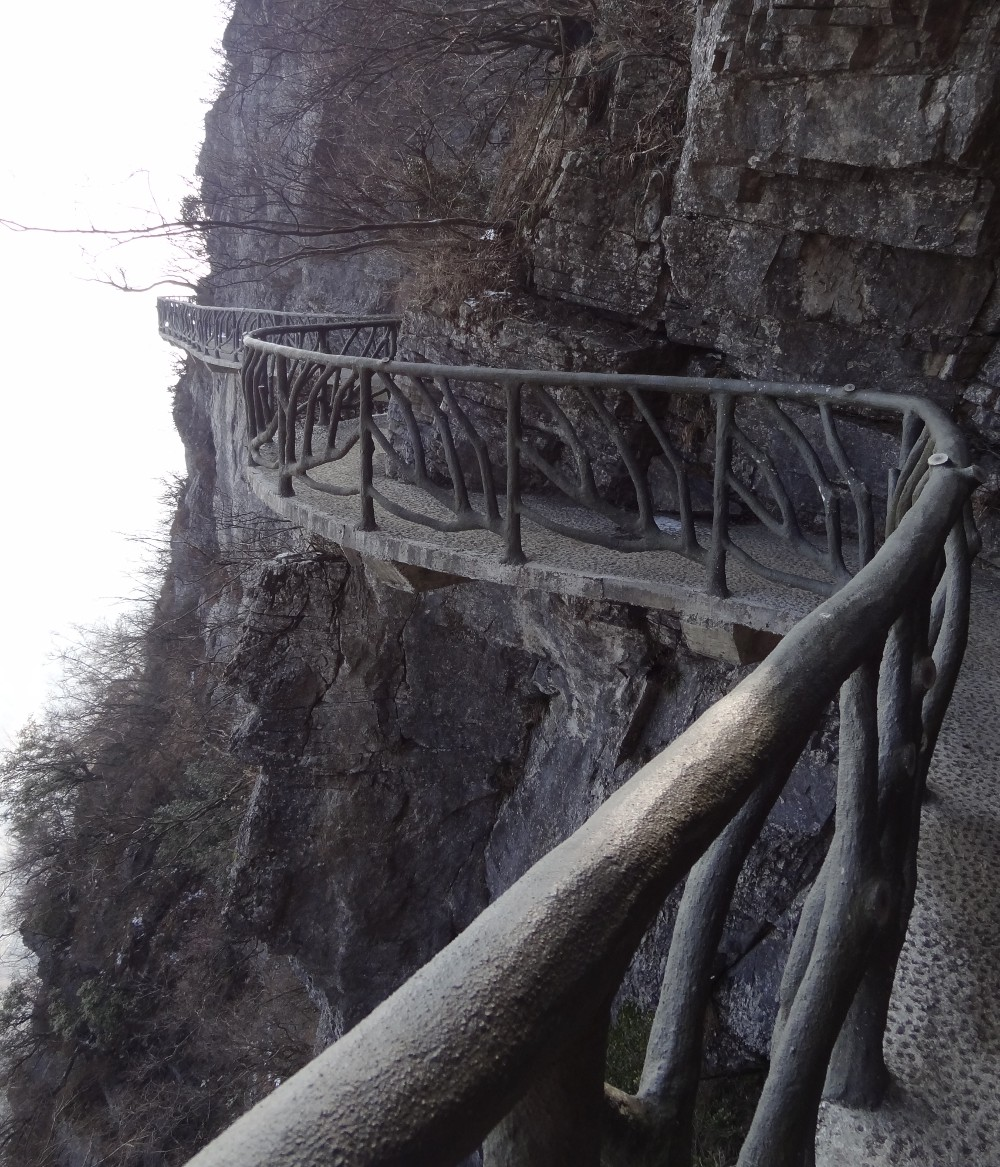
Тропа, опоясывающая гору.